# 행복한 장의사
"행복한 장의사"는 2000년에 개봉한 대한민국의 영화이다.

## 줄거리
비바람이 몰아치고 번개가 요란한 어느 저녁날, 젊은이 둘이 낙천면으로 들어선다. 서울에서 빚을 지고 내려온 장판돌(오현경) 노인의 손주 재현(임창정), 그리고 실패를 거듭하다 흘러들어온 판철구(김창완)다.
재현은 할아버지의 장의사 자리에 오락실을 차리려다 혼이난 뒤, 억지로 장의일을 배우기 시작한다. 한편 철구는 여관에서 목을 매려다 장의사 간판을 보고서는 장의일을 배우려 마음먹고, 아울러 곰다방의 미스 황(전혜진)을 쫓아다니던 수퍼집 아들 대식(정은표)도 장의수업 대열에 동참한다. 재현의 할아버지는 이 셋에게 장의일을 가르치려 하지만, 마을에서는 10년째 죽은 이가 하나 없다. 이에 철구는 직접 장의사 홍보에 나선다.
마침내 첫번째 장의. 공동묘지 옆 동네 성성리에서 혼자 살던 과부가 자살을 했다고 한다. 장의가 시작되고 재현은 기절하고, 철구는 뒤로 나자빠진다. 이런 가운데, 대식이 할아버지와 함께 죽은 과부를 염한다. 첫 장의를 치른 이후 본격적인 장의수업이 시작되지만 세 사람은 저마다 다른 생각뿐이다. 재현은 처음 생각했던 오락실 생각에 딴 짓을 하고, 철구는 돈생각에 누군의 죽음을 기다리고, 대식은 처녀 하나가 죽기를 바란다. 이 셋이 제대로 할아버지로부터 장의일을 배울 수 있을지 알 수가 없다.

## 배역
- 임창정 : 장재현 역
- 오현경 : 장판돌 역
- 김창완 : 판철구 역
- 정은표 : 공대식 역
- 최강희 : 소화 역
- 박광정 : 부부 장의사 남편 역
- 전혜진 : 미스 황 역
- 김지영 : 연이 할매 역
- 송은혜 : 연이 역
- 김선화 : 죽은 과부 역
- 박준면 : 부부 장의사 부인 역
- 김경란 : 고모 역
- 박용팔 : 황지관 역
- 추귀정 : 철구 부인 역
- 이문식 : 마성구 역
- 최선중 : 불타는 떡집 사장 역
- 원창연 : 비디오가게 사장 역
- 황병국 : 성구파 역
- 김기천 : 시체 꿰매는 남자 역
- 석정만 : 우체부 상주 역
- 김수현 : 꿰맨 시체 역
- 이무현

## 수상
- 제24회 카이로 국제 영화제
  - 신인감독상:장문일

## 기타정보
- 제24회 몬트리올 세계 영화제 초청
- 제19회 밴쿠버 국제 영화제 초청